# Gyula O. H. Katona
Gyula O. H. Katona (né le 16 mars 1941 à Budapest) est un mathématicien hongrois qui travaille en  combinatoire et en  informatique théorique.

## Carrière
Katona encore élève a gagné plusieurs prix mathématiques, entre autres aux premières olympiades internationales de mathématiques de 1959 en Roumanie. Il étudie à l’université Loránd-Eötvös à Budapest, où il obtient en 1964 son diplôme en mathématiques et en 1968 un doctoirat sous la direction d'Alfréd Rényi (Sperner type theorems). En 1972 il obtient le titre de candidat à l'Académie hongroise des sciences et en 1981 il soutient son habilitation (titre de « doktor nauk » dans le système russe). À partir de 1966 il travaille à l'Institut de mathématiques de l'Académie hongroise des sciences, institut qui prend ultérieurement le nom d'Institut de recherches mathématiques Alfréd-Rényi, et dont il est directeur de 1996 à 2006. De plus, il enseigne depuis 1964 université Loránd-Eötvös.
Katona était professeur invité et chercheur invité notamment à l'université de Caroline du Nord (1969), à l'université de Göttingen (1974), à l'université d'État du Colorado, à l'université d'État de l'Ohio, à l'Institut de mathématiques de l'Académie des sciences de l'URSS (1979), à l'université Case Western Reserve, à l'université de l'Illinois à Urbana-Champaign et à l'université de Californie à San Diego.

## Recherche
Katona travaille en combinatoire, notamment sur des problèmes extrémaux en théorie de graphes et hypergraphes, en théorie des bases de données, algorithmes de fouille, cryptographie. Katona a démontré, indépendamment de Joseph Kruskal, un théorème de la théorie combinatoire des ensembles et qui porte leurs deux noms (théorème de Kruskal-Katona) et qui caractérise les f-vecteurs dans les complexes simpliciaux,. En 1972, il publie une démonstration simple du théorème d'Erdős-Ko-Rado en combinatoire.

## Prix et distinctions
Depuis 2001, il est membre de l'Académie hongroise des sciences. Il est membre de l'Académie européenne des sciences et de l’Académie bulgare des sciences. En 1975, il reçoit le prix Alfréd-Rényi de l'Académie hongroise des sciences, en 1987 la médaille Tibor-Szele, et en 1989 le prix de l'Académie. De 1990 à 1996, il était secrétaire général de la société mathématique de Hongrie (Janos Bolyai), qui lui a décerné le prix Grünwald en 1966 et en 1968. Depuis 2006, il en est président. Il a obtenu l'ordre du mérite de la république de Hongrie (officier) et le prix Szechenyi (2005). De plus, il a reçu la médaille Ernst-Moritz-Arndt (de) de l’université de Rostock.
Gyula O. H. Katona est marié et a deux fils. Son fils Gyula Y. Katona (en) (né en 1965) est aussi mathématicien et travaille sur des sujets voisins.